# Paraphotistus
Genre
Synonymes
- Mosotalesus Kishii, 1977[1]

Paraphotistus est un genre d'élatéridés de la sous-famille des Dendrometrinae.

## Systématique
Le genre Paraphotistus a été créé en 1966 par l'entomologiste japonais Takashi Kishii (d).

## Description
Ce sont des coléoptères de taille moyenne au corps plat. Comme toutes les espèces de cette famille, le pronotum est terminé par une pointe aux deux angles postérieurs.

## Liste des sous-genres et espèces
Selon BioLib (22 novembre 2021) :
- sous-genre Paraphotistus (Mosotalesus) Kishii, 1977
  - Paraphotistus adiposus (Gurjeva, 1978)
  - Paraphotistus auronebulosus (Reitter, 1896)
  - Paraphotistus baerii (Kuschakewitsch, 1861)
  - Paraphotistus cordialis Gurjeva, 1989
  - Paraphotistus imitatus Gurjeva, 1989
  - Paraphotistus impressoides (Reitter, 1901)
  - Paraphotistus impressus (Fabricius, 1792)
  - Paraphotistus insularis Platia & Gudenzi, 1988
  - Paraphotistus kabakovi Gurjeva, 1989
  - Paraphotistus motschulskyi (Fleutiaux, 1902)
  - Paraphotistus obscuroaeneus (Koenig, 1889)
  - Paraphotistus picticollis (Fairmaire, 1891)
  - Paraphotistus przewalskyi (Koenig, 1889)
  - Paraphotistus roubali (Jagemann, 1942)
  - Paraphotistus semenovi (Koenig, 1889)
  - Paraphotistus subalpinus (Gurjeva, 1979)
- sous-genre Paraphotistus (Paraphotistus) Kishii, 1966
  - Paraphotistus iyoensis Kishii, 1982
  - Paraphotistus niger (Miwa, 1928)
  - Paraphotistus notabilis (Candéze, 1873)
- sous-genre Paraphotistus (Setasomus) Gurjeva, 1985
  - Paraphotistus nigricornis (Panzer, 1799)
  - Paraphotistus nitidulus (LeConte, 1853)
  - Paraphotistus rufopleuralis (Fall, 1933)